# Automolis syntomia
Automolis syntomia là một loài bướm đêm thuộc phân họ Arctiinae, họ Erebidae.